# Júlio Festo Himécio
Júlio Festo Himécio (em latim: Iulius Festus Hymetius) foi um oficial romano do século IV, ativo durante o reinado dos imperadores Constâncio II (r. 337–361), Juliano (r. 363–364), Joviano (r. 363–364), Valentiniano I (r. 364–375), Valente (r. 364–378) e Graciano (r. 367–383).

## Vida
Sua carreira foi registrada em várias inscrições sobreviventes. Numa delas afirma-se que foi homem claríssimo, corretor da Túscia e Úmbria, pretor urbano, consular da Campânia e Sâmnio, vigário de Roma e procônsul da África. Os autores da PIRT propuseram que foi corretor antes de 355 e consular antes de meados de 350, quando a Campânia e Sâmnio foram divididas em duas províncias. Seu mandato como vigário é atestado numa lei (XI 30.29) de 22 de setembro de 362 preservada no Código de Teodósio. Seu mandado como procônsul, por sua vez, foi citado numa série de leis dos Códigos de Teodósio e Justiniano.
Durante seu mandato na África, resolveu uma crise famélica em Cartago, mas suas medidas levaram-o ser acusado de fraude e ele foi multado. Também se sabe que ele reviveu o sacerdócio provincial na África. Em 370/371, foi exilado à Dalmácia por traição, mas foi reconvocado à morte de Valentiniano I (r. 364–375), quando os provinciais africanos erigiram estátuas em sua honra em Roma e Cartago (376 ou 378). Himécio era marido de Pretextata, tio paterno de Eustóquia e irmão de Júlio Toxócio. Talvez fosse parente de Júlio Festo. 